# Handelscentrum Bergerweg
Handelscentrum Bergerweg is een bedrijventerrein in Sittard (gemeente Sittard-Geleen) in de Nederlandse provincie Limburg. Het terrein is 52,1 hectare groot (51,9 hectare netto) en kent 148 ondernemingen waar 3534 arbeidsplaatsen worden vervuld. Het is het oudste bedrijventerrein van Sittard, opgericht in 1962.
Het bedrijventerrein ligt aan de westkant van Sittard, ten noorden van de gelijknamige Bergerweg, een van de belangrijkste invalswegen van de stad. Deze Bergerweg sluit in het verlengde aan op de N294 richting de A2 bij Urmond en de N276 van Brunssum naar Sint Joost. Het is een gemengd bedrijventerrein (bedrijven en kleinschalige kantoren) met ondernemingen die voornamelijk actief zijn in de detailhandel en die gericht zijn op de lokale omgeving. Er zijn ook bedrijfswoningen aanwezig. Langs de Bergerweg bevindt zich een autoboulevard met garagebedrijven en showrooms.
Ten zuiden van de Bergerweg is in 1999 een nieuw bedrijventerrein geopend, BedrijvenStad Fortuna. Voorts ligt ten oosten van het terrein het Kantorenpark Sittard.